# De kungliga teatrarna
De kungliga teatrarna är en samlingsbenämning för Kungliga Teatern och Kungliga Dramatiska Teatern som hade gemensam ledning fram till 1888. De var finansierade av kungen till 1809 när riksdagen tog över och från 1815 till 1888 hade teatrarna ett årligt anslag av riksdagen.